# Осока ложносытевая
Осо́ка ложносытева́я, или Осока ложно-сы́ть, или Осока ложносытеви́дная (лат. Carex pseudocyperus) — многолетнее травянистое растение, вид рода Осока (Carex) семейства Осоковые (Cyperaceae).

## Ботаническое описание

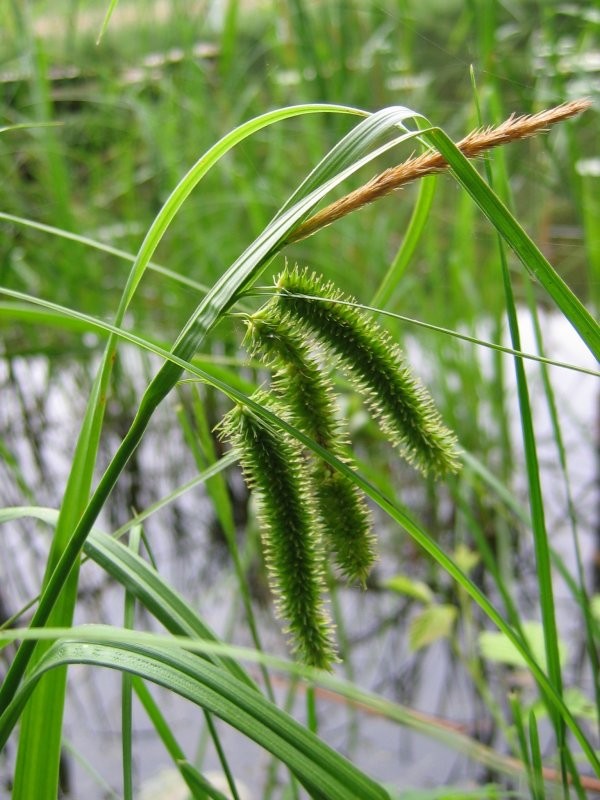
Соцветие

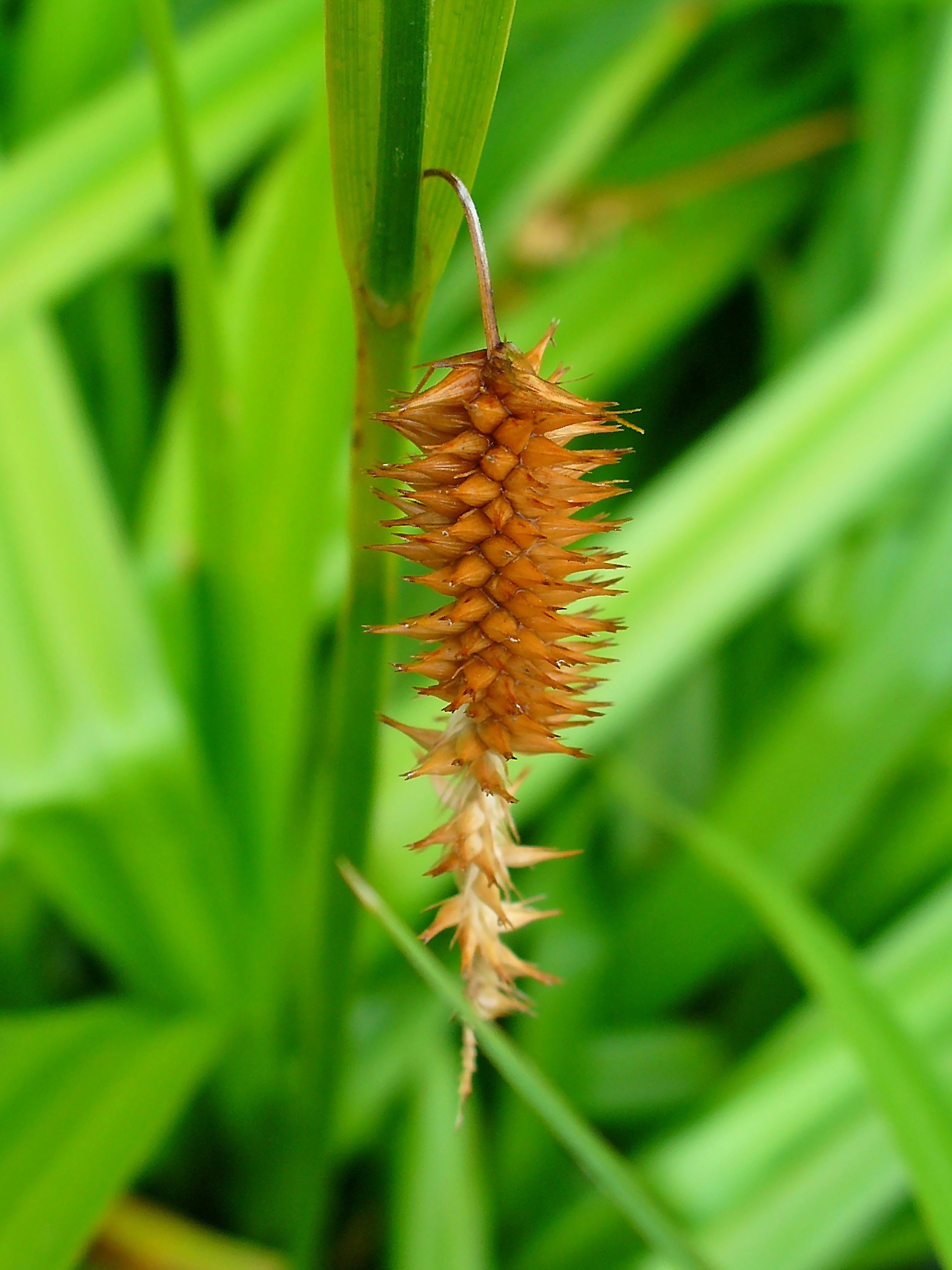
Созревшие плоды

Светло-зелёные растения без ползучих корневищ, образующие дерновины.
Стебли остро-трёхгранные, остро-шероховатые, 40—80 см высотой, высоко облиственные, у основания с буроватыми влагалищами.
Листья тесьмовидные, жестковатые, плоские, 5—10 мм шириной, тонко-заострённые, остро-шероховатые, длиннее стеблей.
Верхний колосок тычиночный, линейно-цилиндрический, 3—6 см длиной, с ланцетными, шиловидно-заострёнными и шероховатыми, светло-ржавыми чешуями; остальные 2—6 пестичные, много- и густоцветковые, цилиндрические, 3—6 см длиной, 0,8—1 см в диаметре, густые, нижние на шероховатых ножках (3)4—(5)6 см длиной, поникающие. Чешуи пестичных колосков шиловидно-ланцетные, длинно и шероховато остистые, зелёные, реснитчато-шероховатые, с тремя жилками, короче мешочков (иногда книзу равны им или длиннее) и во много раз у́же их. Рылец 3. Мешочки яйцевидно-ланцетные, 4,5—5,5 мм длиной, в поперечном сечении округло-трёхгранные, возможно вздутые, зрелые горизонтально или косо вниз отклонённые от оси колоска, с 5—6 ребристыми жилками, бледно-зелёные, позже соломенные, блестящие, в основании быстро суженные в короткую ножку, наверху постепенно суженные в удлинённый и гладкий, светлый, шиловидно-двузубчатый носик; зубцы носика прямые, 0,5—1 мм длиной. Нижний кроющий лист обычно без влагалища, иногда с влагалищем до 3,5(5) см, с пластинкой в 3—5 раз превышающей соцветие.
Плодоносит в мае—июне. Число хромосом n=66.
Вид описан из Европы.

## Распространение
Европа; Европейская часть России: все районы, кроме Арктики; Молдова; Украина; Беларусь; Кавказ: все районы, на Большом Кавказе запад; Западная Сибирь: крайний юг Обского бассейна, верховья Тобола, бассейн Иртыша; Восточная Сибирь: Ангаро-Саянский район (кроме Западных и Восточных Саян), Северо-Западная Бурятия; Средняя Азия: плато Устюрт, окраина песков Большие Барсуки, Прибалхашье, бассейн Аму-Дарьи, окрестности Алма-Аты, Ферганский хребет (Арсланбоб); Западная Азия: Сирия, Турция, Иран; Центральная Азия: Китай (Джунгарская Гоби); Восточная Азия; Южная Азия (Гималаи); Северная Америка; Северная Африка: острова Мадейра, Алжир; Австралия; Новая Зеландия; Новая Гвинея; Южная Америка.
Растёт по берегам рек и озёр (иногда в прибрежной воде), на травяно-осоковых болотах, сырых и болотистых лугах, в сырых кустарниках, по канавам; от равнин до среднего пояса гор.

## Практическое использование
В сене скотом почти не поедается, в силосованном виде поедается охотно.

## Систематика
Вид подразделяется на три разновидности:
- Carex pseudocyperus var. fascicularis (Sol. ex Hook.f.) Boott — Новая Гвинея, Австралия, Новая Зеландия
- Carex pseudocyperus var. haenkeana (C.Presl) Kük. — Чили, Аргентина
- Carex pseudocyperus var. pseudocyperus — Северное полушарие, Новая Зеландия